# Conceição Lima
Maria da Conceição de Deus Lima (Santana, 8 de desembre de 1961), més coneguda com a Conceição Lima, és una poeta de São Tomé i Príncipe natural de Santana, a l'illa de São Tomé, São Tomé i Príncipe.
Estudià periodisme a Portugal i treballà a la ràdio, televisió i premsa escrita a São Tomé i Príncipe. El 1993 fundà el setmanari independent O País Hoje, del qual fou directora fins a la seva desaparició. És llicenciada en Estudis Afroportuguesos i brasilers pel King's College de Londres. Viu i treballa com a periodista i productora dels serveis de Llengua portuguesa de la BBC. Ha publicat poemes en diaris, revistes i antologies. El 2004 publicà O útero da casa, amb l'editorial Caminho de Lisboa, i el 2006, amb la mateixa editorial, publicà A dolorosa raiz do micondó.
Lima és considerada una poeta del període postcolonial. Començà a escriure poemes en la seva joventut. El 1979, amb només 19 anys, va viatjar fins a Angola, on participà en la Sisena Conferència d'Escriptors Afroasiàtics. Va recitar alguns dels seus poemes i era, probablement, la més jove dels participants presents. Conceição Lima considera aquesta la primera fase de la seva carrera com a poeta. La segona fase va començar amb la publicació dels seus poemes en diaris, revistes i antologies.

## Influències familiars
El 2009 Conceição Lima es va desplaçar a Póvoa de Varzim (Portugal) al Col·legi d'Amorim, on va contar als estudiants algunes històries de la seva infància i dels familiars que més la influenciaren. Va recordar el seu pare i confessà que va ser ell qui li va ensenyar el poder de les paraules, perquè quan era petita el pare componia música per a la mare quan ella s'enfadava amb ell. Així, la petita Conceição descobrí que les paraules tenien el poder de portar la pau, de la mateixa manera que havien estat capaces de ferir i ofendre.

## Interpretacions crítiques
La poesia de Conceição Lima despertà l'interès de l'escriptora Inocência Mata, també oriünda de São Tomé i Príncipe. Segons Mata, la poesia de Conceição Lima funciona com la veu de la consciència per a Europa pel patiment que ha sofert durant segles la societat são-tomenca, víctima de l'esclavitud i el colonialisme). Una poesia que també dona veu al descontentament d'aquells ideals que no es realitzaren després de la independència, i que, en canvi, va donar lloc a un clima de repressió, angoixa i por.

## Obres
- O útero da casa (2004)
- A dolorosa raiz do micondó (2006)
- O país de Akendenguê (2011)